# Wilhelm Przeczek
Wilhelm Przeczek (ur. 7 kwietnia 1936 w Karwinie, zm. 10 lipca 2006 w Trzyńcu) – polski nauczyciel, dramaturg, poeta, pisarz, organizator życia kulturalnego na Zaolziu.

## Życiorys
Wilhelm Przeczek urodził się w Karwinie w rodzinie górnika, który miał ambicję, by swoje dzieci wykształcić. Jako jedyny z braci nie był zawodowo związany z górnictwem. W 1956 roku ukończył Seminarium Nauczycielskie w Orłowej. Dalsze studia kontynuował w Wyższej Szkole Nauk Politycznych w Pradze. Po studiach był  nauczycielem w polskich  szkołach podstawowych, m.in. w Bystrzycy nad Olzą oraz Jabłonkowie (1983–1992). W latach 1963–1965 był wizytatorem placówek kulturalnych w Powiatowej Radzie Narodowej we Frydku-Mistku, a następnie do roku 1968 referentem do spraw kultury i oświaty w Komitecie Okręgowym KPCz w Ostrawie. W latach 1968–1969 poparł reformistyczne skrzydło KPCz. To było przyczyną zakazu publikowania jego twórczości aż do roku 1989. W Polsce natomiast mógł publikować i tam też wydał swoje pierwsze tomy przy znacznym zainteresowaniu tamtejszej publiczności i krytyki. Było to łącznie siedem tomów poetyckich. Dopiero w 1989 roku w ostrawskim Profilu wyszło Przeczucie kształtu, pierwszy tom poezji wydany Wilhelmowi Przeczkowi w Republice Czeskiej.
Był współzałożycielem Grupy Literackiej’63, Grupy Artystycznej H-68, Zrzeszenia Literatów Polskich w Republice Czeskiej, członkiem Górnośląskiego Towarzystwa Literackiego w Katowicach, Gminy Pisarzy w Pradze, Rady Pisarzy Morawsko-Śląskich w Ostrawie i Brnie, Związku Literatów Polskich Oddział Opole i Zrzeszenia Pisarzy Polskich w Warszawie.
Działał w  Polskim Związku Kulturalno-Oświatowym (PZKO) gdzie prowadził działy teatralny i czytelniczy. Przez kilka dziesięcioleci był również współpracownikiem „Zwrotu”,  w latach 1968-9 redaktorem Głosu Ludu a także reżyserem i aktorem Teatru Lalek „Bajka“.
Był bardzo cenionym poetą, kontynuatorem nurtu poezji lingwistycznej i dramaturgiem, piewcą Zaolzia, przewodnikiem duchowym, kimś, kto po latach zostawia świadectwo, do którego wracają współcześni. Jest autorem w literaturze zaolziańskiej przełomowym.

Stojąc na skrawku zaolziańskiej ziemi, Wilhelm Przeczek zaczął opowiadać w zupełnie inny sposób, uciekając od patosu.

Twórczość  Przeczka jest też najczęściej ze współczesnych autorów po 1990 roku zauważana przez znaczących czeskich i polskich krytyków literackich.
Był laureatem nagród literackich: konsula RP w Ostrawie „Srebrne Spinki”, nagrody „Przepiórek”  Czeskiego Funduszu Literackiego w Pradze za publicystykę literacką(1993) i  Nagrody artystycznej  Wojewody Opolskiego (1995).

## Twórczość

### Poezja
- Czarna calizna (Katowice 1978),
- Wpisane w Beskid (Bielsko-Biała 1980),
- Śmierć pomysłu poetyckiego (Łódź 1981),
- Szumne podszepty (Katowice 1982),
- Księga Urodzaju (Kraków 1986),
- Nauka wierności (Katowice 1986),
- Tercet (Cieszyn 1986),
- Przeczucie kształtu (Ostrawa 1989),
- Notatnik liryczny (Warszawa 1990),
- Rękopisy nie płoną (Warszawa 1990),
- Promlčený počet štěstí (Karwina 1991),
- Dym za paznokciami (Opole 1992),
- Na ubitej ziemi (Jabłonków 1994),
- Mapa białych plam (Czeski Cieszyn 1995),
- Małe nocne modlitwy.
- Wpisane w Beskid (Czeski Cieszyn1996),
- Intimní bedeker (Czeski Cieszyn 1998),
- Smak wyciszenia (Czeski Cieszyn 1999),
- Stoletý kalendář (Czeski Cieszyn 2001);

### Proza
- Skrzyżowanie wydany wspólnie z Władysławem Sikorą (Czeski Cieszyn 1969 wyd. „Zwrot”)- zbiór opowiadań
- Břečťan a jiné strašidelné povídky (Karwina 1992),
- Kazinkowe granie (Warszawa 1994) – powieść
- Bienále pivní pěny (Olbrachcice 1996)